# 羽根駅 (愛知県)
羽根駅（はねえき）は、かつて愛知県一宮市千秋町浅野羽根（開業時は愛知県丹羽郡千秋村）にあった名古屋鉄道一宮線の駅（廃駅）である。

## 歴史
- 1912年（大正元年）8月6日 - 開業
- 1944年（昭和19年）頃 - 休止
- 1946年（昭和21年）9月15日 - 復活。同時に無人化される
- 1965年（昭和40年）4月25日 - 廃止

## 駅構造
- 1面1線の地平駅。

### 配線図
| ← 岩倉方面                                        | 羽根駅 構内配線略図 | → 東一宮方面 |
| 凡例 出典: 破線および薄色のホームは複線時代の構造 |                     |              |

## 現況
- 名古屋鉄道一宮線の跡は、愛知県道149号浅野羽根岩倉線になっている。名鉄バス岩倉線（一宮・川島線）の羽根バス停が駅の跡地であり、バス停の箇所の幅が広くなっている。

## 隣の駅
名古屋鉄道
一宮線 
元小山駅 - 羽根駅 - 浅野駅